# Lerista borealis
Lerista borealis este o specie de șopârle din genul Lerista, familia Scincidae, descrisă de Storr 1971. Conform Catalogue of Life specia Lerista borealis nu are subspecii cunoscute.